# Clarence-Steepbank Lakes Provincial Park
Clarence - Steepbank Lakes Provincial Park är en park i Kanada.   Den ligger i provinsen Saskatchewan, i den centrala delen av landet, 2 300 km väster om huvudstaden Ottawa. Clarence - Steepbank Lakes Provincial Park ligger 542 meter över havet.
Terrängen runt Clarence - Steepbank Lakes Provincial Park är huvudsakligen platt. Clarence - Steepbank Lakes Provincial Park ligger nere i en dal. Trakten runt Clarence - Steepbank Lakes Provincial Park är nära nog obefolkad, med mindre än två invånare per kvadratkilometer.. Det finns inga samhällen i närheten. 
I omgivningarna runt Clarence - Steepbank Lakes Provincial Park växer i huvudsak barrskog.